# Fabronia socotrana
Fabronia socotrana är en bladmossart som beskrevs av Mitten 1888. Fabronia socotrana ingår i släktet Fabronia och familjen Fabroniaceae. Inga underarter finns listade i Catalogue of Life.